# 抉擇 (電視劇)
《抉擇》（英語：The Passenger）是香港電視廣播有限公司拍攝製作的時裝電視劇，共90集，監製鄒世孝。
該劇自2007年1月8日至5月11日星期一至五於無綫經典台的「翡翠長情」內重播。

## 故事大綱
渔民古大牛（石坚飾）与孙子古阿细（张雷飾），及伙记等捕鱼后准备上岸，从收音机得悉附近有一渔船沉没，众议论纷纷之际，阿细突发现一人浮沉于海中，众人遂合力将之救起，原来此人原是越南华侨难民江谅生（朱江飾）。谅生在越南原是银行贷款员，与妻及儿子乘船偷渡来港欲到美国发展，在海难期间与妻儿失散，二人生死未卜。
大牛得悉谅生身世后，决定暂时将他安顿在家，并嘱咐谅生尽快联络其在美国的家人。寄住古家期间，大牛幼女古阿花（欧阳佩珊飾），经常藉故亲近，大牛看在眼里甚感不妥。谅生亦明白自己在古家，甚至香港乃过客身分，遂决定离开古家，向外一闯。究竟心感怀才不遇的谅生，最后能否凭自己的实力在香港立足，在这个动荡的年代找到人生中理想的安居之所呢？

## 演員表
- 朱　江 飾 江諒生
- 李司棋 飾 韓映雪
- 黃淑儀 飾 郭若珊

### 韓家
- 黃曼梨 飾 韓馬氏
- 藍　天 飾 韓　麒
- 湘　漪 飾 張玉燕
- 張英才 飾 韓展程
- 黃允財 飾 韓庭初
- 楊詩蒂 飾 舒　琴
- 呂有慧 飾 韓庭芳

### 古家
- 石　堅 飾 古大牛
- 梁　愛 飾 順　嫂
- 張　雷 飾 古阿細
- 歐陽佩珊 飾 古阿花

### 林家
- 陳有后 飾 林文有
- 鄧碧雲 飾 陸詠馨
- 郭　峰 飾 林步良
- 陳美琪 飾 林步青
- 許紹雄 飾 陸永泰
- 蘇杏璇 飾 羅慕儀

### 黎家
- 鄭子敦 飾 黎　九
- 梁淑卿 飾 黎　母
- 李鵬飛 飾 王細蘇
- 徐廣林 飾 黎　倉
- 焦　雄 飾 黎　立
- 韋以茵 飾 黎秋蔓
- 上官玉 飾 王大娣

### 其他
- 陳欣健 飾 董新宜
- 蕭亮飾 趙子岳
- 陳嘉儀 飾 阮美瓊
- 金興賢 飾 馮載文
- 黃栢文 飾 王大福
- 張活游 飾 趙恩賜
- 駱　恭 飾 趙恩全
- 白　茵 飾 沈中欣(高　太)
- 江　毅 飾 羅　昆
- 梁碧玲 飾 呂晶晶
- 孫季卿 飾 江　父
- 李成昌 飾 船民
- 艾　威 飾 船民
- 朱瑞棠 飾 校長
- 湯鎮業 飾 學生
- 黃造時 飾 Monica
- 余慕蓮 飾 根　嫂
- 劉雅麗 飾 石潔冰
- 馬賢良 飾 尤子傑
- 許逸華 飾 Stella
- 何貴林 飾 鄭　彤(Tony)
- 盧大偉飾 嚴寶天
- 蔡賢聰 飾 田則師
- 白　蘭 飾 嫻　姐
- 梅　蘭 飾 英　姐
- 李惠梅 飾 Daisy
- 龍天生 飾 阿　樹
- 陳百祥 飾 Paul Lee
- 何璧堅飾 鄧經理
- 陳榮輝 飾 經紀梁
- 徐韻生 飾 竇　叔
- 游佩玲 飾 汪小玲
- 馮　國 飾 緝私處職員
- 野　峰 飾 山　本
- 白文彪飾 禧叔
- 何柏光 飾 李　盛
- 葉　萍 飾 盛　嫂
- 胡美儀 飾 雪　姑
- 駱應鈞 飾 Ralph
- 談泉慶 飾 李律師
- 唐虹虹 飾 Paula Tsui
- 鄭厚華 飾 Peter Choi
- 傅玉蘭 飾 Johanne Wong
- 霍潔貞 飾 Lana Yu
- 杜　平 飾 陳經理
- 何廣倫 飾 木嘴榮
- 馮競文 飾 呂　太
- 鍾志強 飾 洪　哥
- 黃紫英 飾 Sophia
- 左　儀 飾 顏祖堯
- 高　岡 飾 阿　旺
- 黃一飛 飾 阿　財
- 周　吉飾 招部長

## 外部連結
- 《抉擇》 GOTV 第1集重溫

| 英屬香港 無綫電視翡翠台 翡翠劇場 · 星期一至五 19:05-20:00 | 英屬香港 無綫電視翡翠台 翡翠劇場 · 星期一至五 19:05-20:00 | 英屬香港 無綫電視翡翠台 翡翠劇場 · 星期一至五 19:05-20:00 |
| --------------------------------------------------------- | --------------------------------------------------------- | --------------------------------------------------------- |
|                                                           | 抉擇 （1979年5月28日 - 1979年9月28日）                    |                                                           |
| 天虹 （1979年1月29日 - 1979年5月25日）                    | 網中人 （1979年10月1日 - 1979年12月21日）                 |                                                           |